# Enzo Avitabile

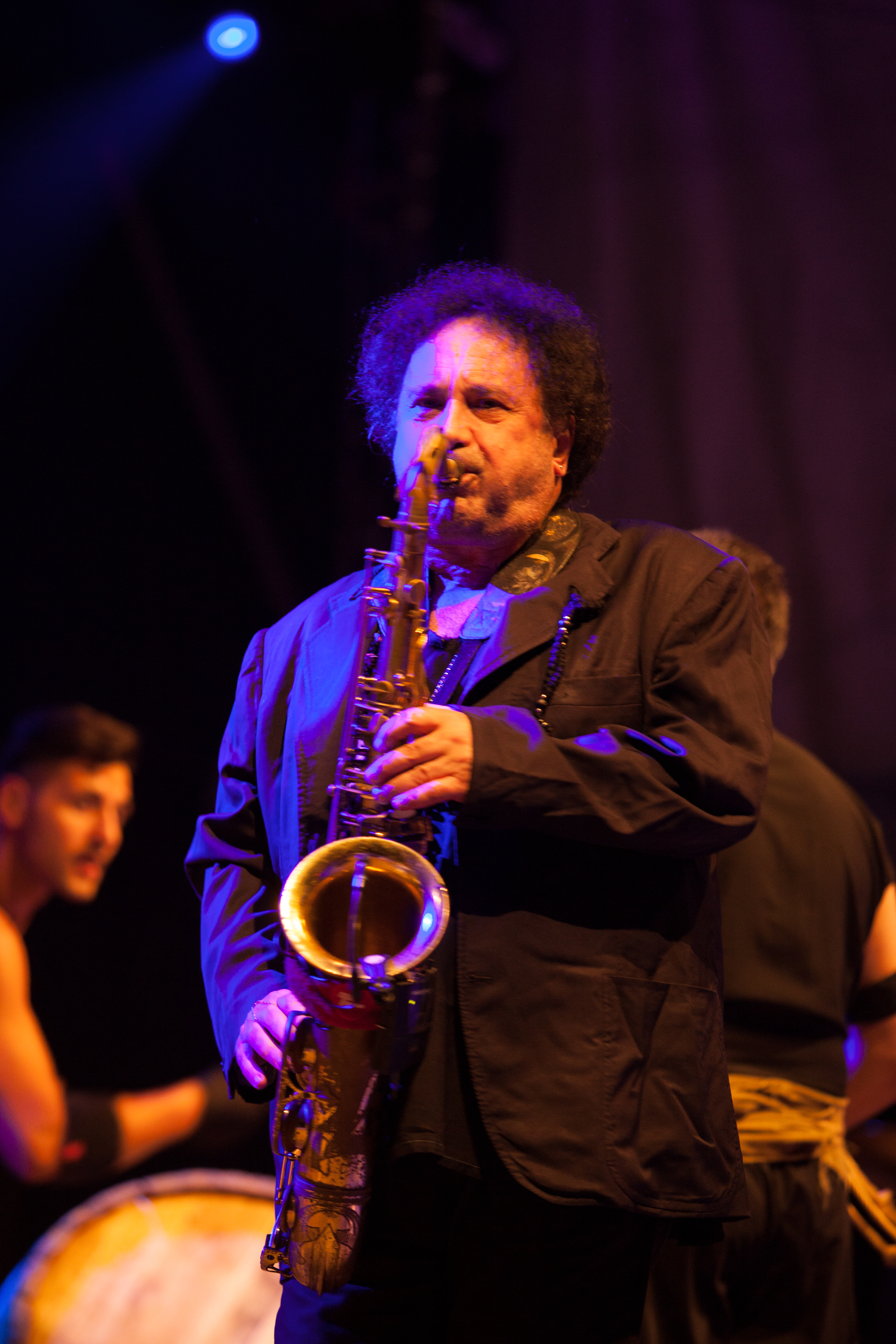
Enzo Avitabile in 2013

Enzo Avitabile (Napels, 1 maart 1955) is een Italiaanse saxofonist en singer-songwriter. Hij speelt een mengeling van wereldmuziek en jazz fusion die geworteld is in Napolitaanse muziektradities.
Avitabile begon op zijn tiende saxofoon te spelen. Hij studeerde fluit aan het Nconservatorium van Napels. Vanaf het begin van de jaren tachtig tot het begin van de 21ste eeuw werkte hij als sideman van beroemde popmusici. In 1982 maakte hij zijn platendebuut met Avitabile, een plaat met de medewerking van onder andere Richie Havens.
Rond 2000 richtte hij zijn groep Enzo Avitabile & Bottari op, om zijn loopbaan een nieuwe wending te geven. Bottari is een traditioneel ritme uit het zuiden van Italië, voortgebracht met percussie-elementen als wijnvaten, houten drums enzovoort. Avitabile houdt de Bottaricultuur in gedachten als hij experimenteert met fusion jazz. Met zijn groep werd hij in 2005 genomineerd voor een van de BBC Awards for World Music: de prestigieuze 'Audience Award'.
Avitabile heeft in zijn loopbaan samengewerkt met onder andere Pino Daniele, Edoardo Bennato, James Brown, Afrika Bambaataa en Tina Turner.
In 2012 was hij het onderwerp van Jonathan Demme's docu-movie Enzo Avitabile Music Life.
In datzelfde jaar nam hij de plaat 'Black Tarantella' op, waarop hij samenwerkte met onder meer David Crosby, Bob Geldof en Franco Battiato.

## Discografie
- Avitabile (1982)
- Meglio Soul (1983)
- Correre in fretta (1984)
- SOS Brothers (1986)
- Punta il naso a Nord (1988)
- Alta tensione (1988)
- Street Happiness (1988)
- Stella dissidente (1990)
- Enzo Avitabile (1991)
- Easy (1994)
- Aizetè (1996)
- Addò (1996)
- O-Issa (1999)
- Salvamm'o munno (2004)
- Sacro Sud (2006)
- Festa, Farina e Forca (2007)
- Napoletana (2009)
- Black tarantella (2012)
- Lotto Infinito (2016)